# (3212) Agricola
(3212) Agricola ist ein Asteroid des Hauptgürtels, der am 19. Februar 1938 von dem finnischen Astronomen Yrjö Väisälä in Turku entdeckt wurde. 
Der Name des Asteroiden erinnert an den deutschen Forscher Georgius Agricola, der auch als „Vater der Mineralogie“ bezeichnet wird.